# 赫拉德·弗雷德里克松·德維特
赫拉德·弗雷德里克松·德維特（荷蘭語：Gerard Frederikszoon de With、:XV，?—?），荷蘭東印度公司第二任台灣長官（1625年9月19日—27年6月28日）。擔任駐明通商司令官，曾指揮留日漢人鄭芝龍海盜集團率領中國帆船懸掛親王旗從事私掠截擊與馬尼拉、澳門（當時為荷蘭的交戰敵國西班牙、葡萄牙控制）進行通商船隻的任務。1625年9月14日，前任長官宋克在大員灣入口發生船難，17日去世，大員評議會19日推舉司令官德·維特代理長官職務。:386v公司派任的次任長官納茨於1627年6月28日抵台就任後不久即出使前往日本，德·維特續代理至1627年底。他代理長官任職期間，延續前任長官暗中刁難日商、禁止留日漢商的政策，1625年曾向日本江戶幕府頒照許可來台貿易的朱印船徵稅遭拒，於是沒入從明國購入的生絲貨品，1626年日人向公司借用戎克船到泉州運回貨物，均遭到拒絕，引起日人強烈不滿，引發1627年新港社理加向幕府獻台事件、1628年濱田彌兵衛事件。